# Tiroteio em Hamburgo em 2023
O tiroteio em Hamburgo em 2023 ocorreu em 9 de março de 2023, quando um tiroteio em massa aconteceu em um salão das Testemunhas de Jeová na rua Deelböge, no distrito de Alsterdorf, Hamburgo, Alemanha. Pelo menos oito pessoas morreram e uma quantidade não especificada ficou ferida, oito delas em estado crítico. O suspeito foi identificado como Philipp Fusz, que era um ex-testemunha de Jeová.

## Tiroteio e vítimas
Por volta das 21h00, em 9 de março de 2023, um atirador abriu fogo no Salão do Reino, das Testemunhas de Jeová, matando pelo menos sete pessoas e ferindo outras oito que estavam no local. Os socorristas entraram no prédio às 21h15 e ouviram um tiro vindo de cima. Eles descobriram um cadáver que, posteriormente, foi identificado como o autor do crime, em um andar superior. Policiais de uma unidade especial se dirigiam à delegacia de Alsterdorf quando o tiroteio aconteceu.
Cerca quatro homens e duas mulheres (de idades entre 33 e 60), além de um bebê na barriga da mãe, foram mortos, enquanto outras oito pessoas ficaram feridas, quatro delas em estado crítico. Entre os feridos estava a mãe do bebê, que estava grávida de sete meses, e eram compostas por seis cidadãos alemães, um ugandense e um ucraniano.

## Responsável
O suspeito foi identificado como Philipp Fusz, um homem solteiro de 35 anos. No seu website, Fusz se descreveu como um consultor de negócios que cresceu em uma "estrita família evangélica" em Kempten, na Baviera. Ele era um ex-membro dos Testemunhas de Jeová, não tinha antecedentes criminais e não era conhecido como um extremista. Em 2022, Fusz publicou por conta própria um livro chamado chamado A verdade sobre Deus, Jesus Cristo e Satanás: uma nova visão refletida das dimensões da época.
Fusz tinha uma permissão legal para ter uma arma. Em janeiro de 2023, a polícia alemã recebeu uma carta anônima dizendo que ele tinha "uma raiva particular contra membros religiosos ou contra os Testemunhas de Jeová e seu ex-empregador", mas após entrevistá-lo em 7 de fevereiro, as autoridades não encontraram nenhuma razão legal para cancelar a licença dele ou confiscar sua arma.
O motivo do ataque é desconhecido no momento, mas uma razão política foi descartada pelas autoridades.

## Reações
O prefeito de Hamburgo, Peter Tschentscher, expressou sua "mais profunda condolência" pelos parentes das vítimas, chamando os relatos do tioteio de "chocantes" no Twitter.
Nancy Faeser, Ministra Federal do Interior e Comunidade, expressou seu choque, assim como sua gratidão à polícia e equipes de resgate.